# Terisio Pignatti
Terisio Pignatti (Quistello, 19 settembre 1920 – San Gregorio nelle Alpi, 31 dicembre 2004) è stato uno storico dell'arte italiano.

## Biografia
Dopo la laurea in legge a Pavia (1943) e quella in lettere a Padova (1947) è sempre vissuto a Venezia. Funzionario dei musei civici veneziani dal 1945, li lasciò come direttore nel 1974. Dal 1968 insegnò all'università di Padova per passare poi a quella di Venezia. Insegnò anche nella sede veneziana della Wake Forest University e come visiting professor a Berkley e Harvard. Membro dell'Ateneo Veneto e dell'Istituto Veneto di Scienze, Lettere ed Arti, è stato anche eletto socio onorario dell'American Academy of Arts and Sciences.